# Tamanrasset
Tamanrasset (cunoscut și sub denumirea de Tamanghasset)   este un oraș  într-o oază, situat în pareta de SV a  Algeriei. Este reședința  provinciei  Tamanrasset.